# 스타니슬라프 스미르노프
스타니슬라프 콘스탄티노비치 스미르노프(러시아어: Станисла́в Константи́нович Смирно́в, 1970년 9월 3일 ~ )는 러시아의 수학자이다. 2010년 필즈상을 수상하였다. 현재 제네바 대학교의 교수이다. 스미르노프가 연구하는 분야는 복소해석학, 동역학계 이론, 확률론이다.

## 학력
- 1987년~1992년: 상트페테르부르크 대학교 (석사)
- 1992년~1996년: 캘리포니아 공과대학교 (박사)